# 新俄罗斯联邦国旗
新俄罗斯联邦国旗是由白、黄、黑组成的三色旗。2014年8月13日公开的新俄罗斯军旗，改编自俄罗斯海军的圣安德烈十字军旗；上有俄文国名新俄罗斯联邦和双头鹰国徽。
新俄罗斯联邦是在2014年成立于乌克兰东部的未被普遍承认的政治實體，由聲稱從烏克蘭獨立的盧甘斯克人民共和國和頓涅茨克人民共和國组成的邦联，2015年解散。

### 新俄羅斯使用过的旗帜
- 新俄罗斯联邦三色旗；其类似于罗曼诺夫王朝的旗帜
- 最常使用的新俄罗斯联邦的国旗，也是其军旗；其为俄罗斯海军军旗的变体
- 带新俄罗斯联邦国徽的战旗， 也是新俄罗斯联邦的军旗，变体之一
- 新俄罗斯联邦的快速反应部队的军队旗帜，基于军旗设计

## 顿涅茨克人民共和国使用的旗帜
- 顿涅茨克人民共和国国旗
- 原顿涅茨克人民共和国国旗
- “顿涅茨克共和国”党的党旗
- “顿涅茨克共和国”党的党旗之一
- 顿涅茨克人民共和国共产党的党旗之一

## 卢甘斯克人民共和国使用的旗帜
- 卢甘斯克人民共和国国旗
- 原卢甘斯克人民共和国国旗
- 卢甘斯克人民共和国国旗（历史版本）
- 卢甘斯克人民共和国国旗（现行政府旗版本）
- 卢甘斯克人民共和国国旗（历史版本）
- 卢甘斯克人民共和国国旗（历史版本）

## 相关亲俄羅斯支持者在乌克兰危机后常使用的旗帜
- 常被新俄罗斯联邦支持者使用的旗帜，另一个版本使用的俄罗斯国旗
- 与新俄罗斯联邦国旗相似的罗曼诺夫王朝的旗帜
- 历史上在顿巴斯地区建立的顿涅茨克-克里沃罗格苏维埃共和国国旗
- 曾为俄罗斯帝国所使用的皇朝旗，亲俄罗斯支持者有所使用
- 顿涅茨克人民共和国共产党党旗，为1923年到1955年使用的苏联国旗的版本
- 苏联国旗，乌克兰共产党和顿涅茨克人民共和国共产党所使用，常用于纪念和游行示威
- 顿涅茨克人民共和国的军旗（索马里大营）
- 顿涅茨克人民共和国斯巴达营的军旗